# Rivetoile
El centre comercial Rivetoile és un conjunt immobiliari situat a prop de la plaça de l'Étoile a Estrasburg, al departament del Baix Rin.
El centre se situa sobre l'antiga ubicació de molls portuaris.

## Història

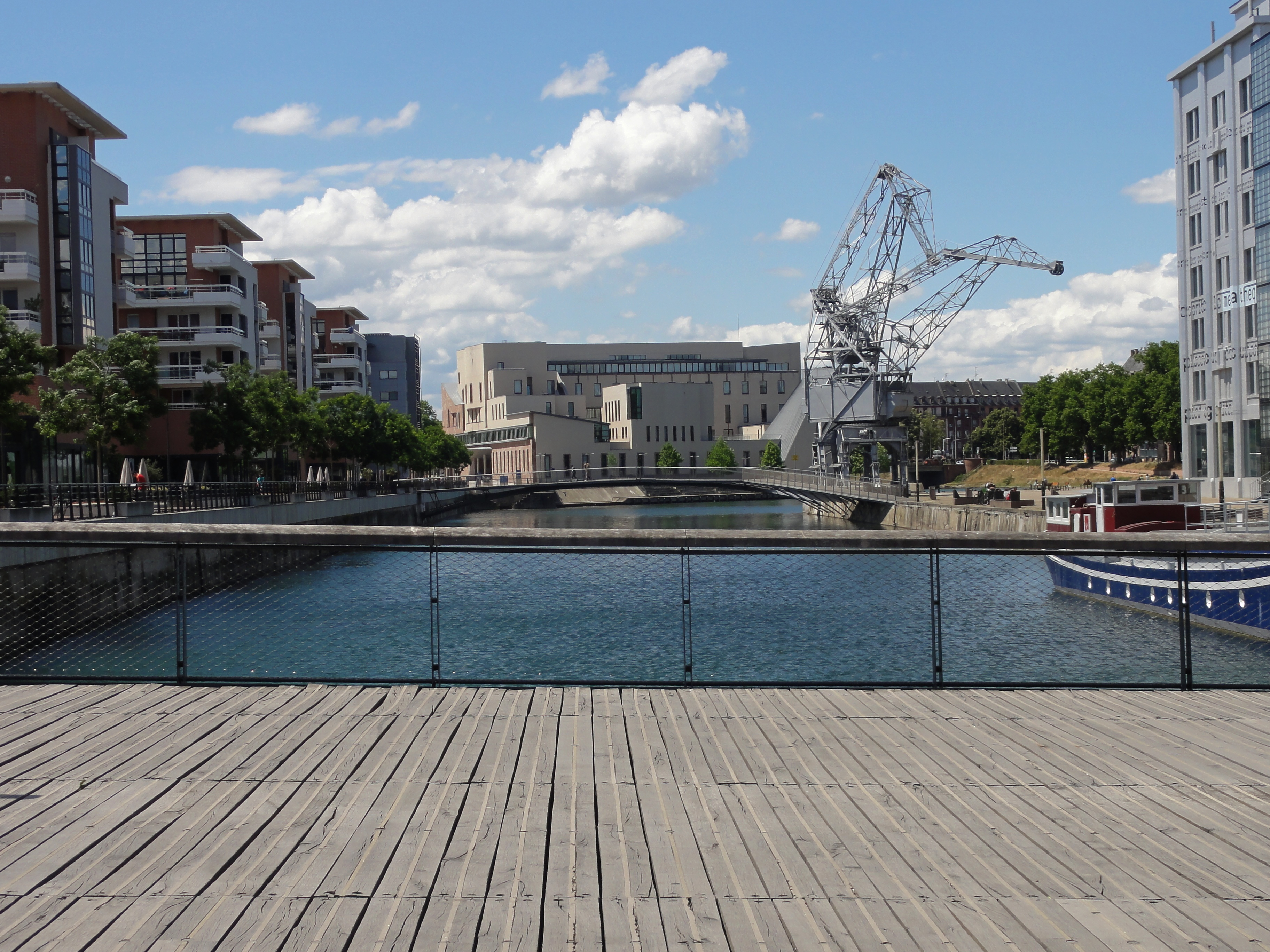
A l'esquerra Rivetoile, al centre la cité de la Musique et de la Danse, a la dreta la mediateca.

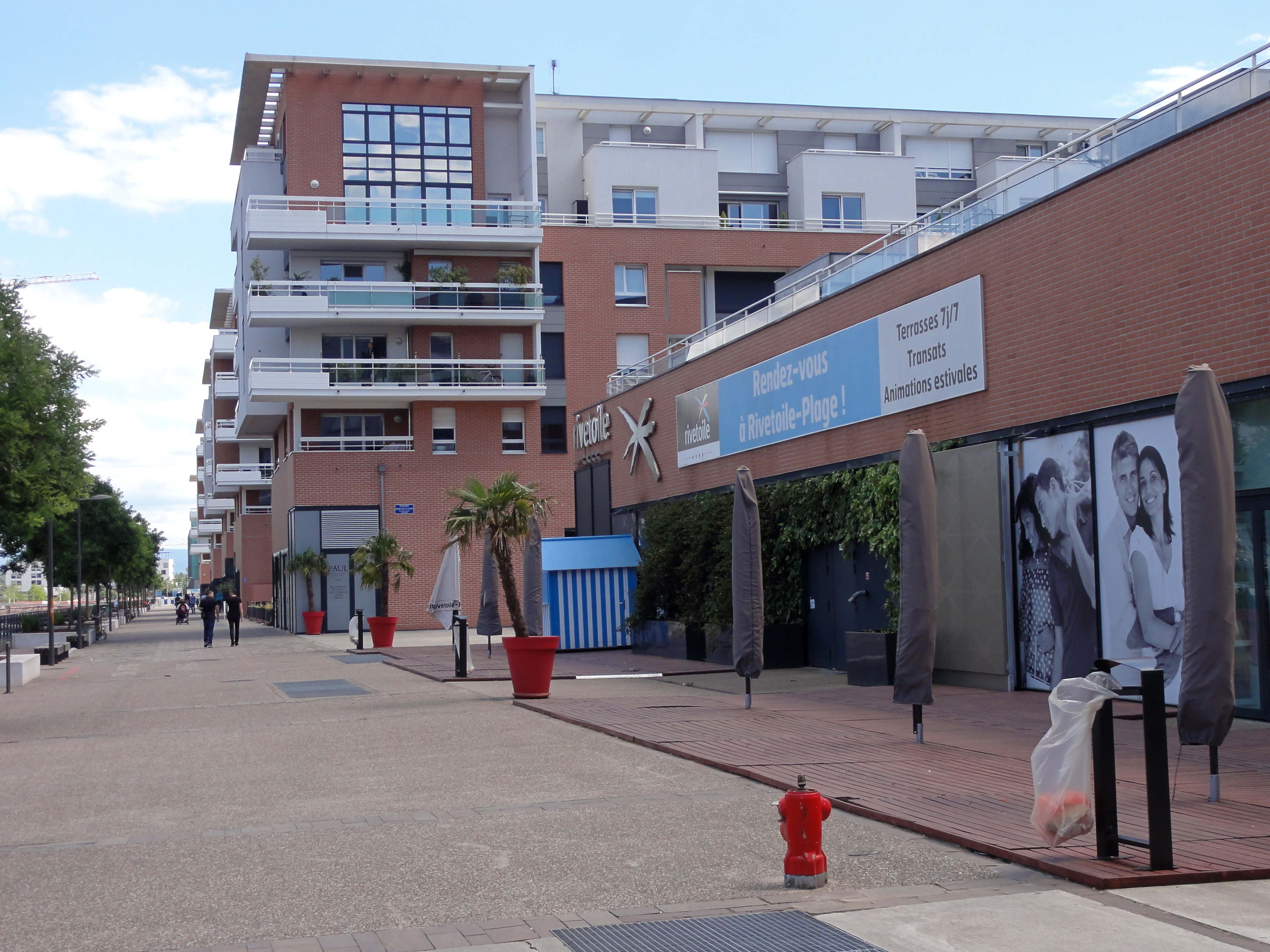
El centre, costat del moll.

El projecte, anomenat inicialment Fronts de Neudorf i després Les Passages de l'Étoile, es preveia en un principi al centre de la plaça de l'Étoile (actualment habilitada com a parc públic). Finalment, Rivetoile es va construir al costat del bassin Austerlitz, sobre un antic conjunt de molls industrials abandonats a finals dels anys vuitanta.
Encara que la idea és de finals dels vuitanta, no va ser fins al 2003 que es va presentar un projecte concret i la Société d'Équipement de la Région de Strasbourg (SERS) va ser encarregada per l'Ajuntament d'Estrasburg.
Tres entitats van col·laborar com a promotors:
- SERS: aparcament de 1 500 places, un edifici d'oficines i un de vivendes;
- Unibail-Rodamco: 38 000 m² de comerços (el centre comercial);
- Spiral & Weller: quatre edificis residencials i dos d'oficines.

El centre comercial es va inaugurar l'1 d'octubre de 2008 (obertura el 2 d'octubre de 2008), mentre que la resta del complex i les oficines es van lliurar progressivament fins a principis de 2009. L'equipament s'integra en un entorn urbà nou i reformat, amb equipaments adjacents com la mediateca André-Malraux, l'antic astiller Seegmuller, la cité de la Musique et de la Danse i l'UGC Ciné Cité Strasbourg.
L'Ajuntament d'Estrasburg volia fer d'aquest barri un nou cor de la ciutat, mantenint l'ambient industrial i recordant el passat portuari. Les antigues grues de càrrega s'han conservat i s'alcen davant del centre.
Des del 23 d'abril de 2012, Rivetoile acull la Plage digitale, el primer espai de contreball d'Estrasburg, amb un open space de 30 places, sales compartides i cinc empreses residents.
El desembre de 2014, el centre va passar a ser propietat de Wereldhave, empresa immobiliària neerlandesa, registrant una xifra de negoci de 100 milions d'euros aquell mateix any.
El 2021, Wereldhave el va vendre a Lighthouse Capital Limited.

## El centre comercial

### Afluència
En la inauguració es va comptar amb la proximitat a l'Ortenau i l'atractiu de Leclerc per atreure públic. El primer dissabte es van registrar 47 000 visitants, superant totes les previsions.

Malgrat un inici més lent en els dos primers anys —4,2 milions de visitants el 2010—, atribuit a la ubicació més perifèrica, la facturació de la majoria de botigues ha anat augmentant de forma constant.
El centre atrau sobretot persones sense vehicle i estudiants del barri. L'Associació de Comerciants, Artesans i Detallistes de Neudorf desitja arribar a un públic més ampli de l'aglomeració d'Estrasburg i de Kehl. El 2012, aproximadament el 20 % de la clientela era alemanya.

### Animacions

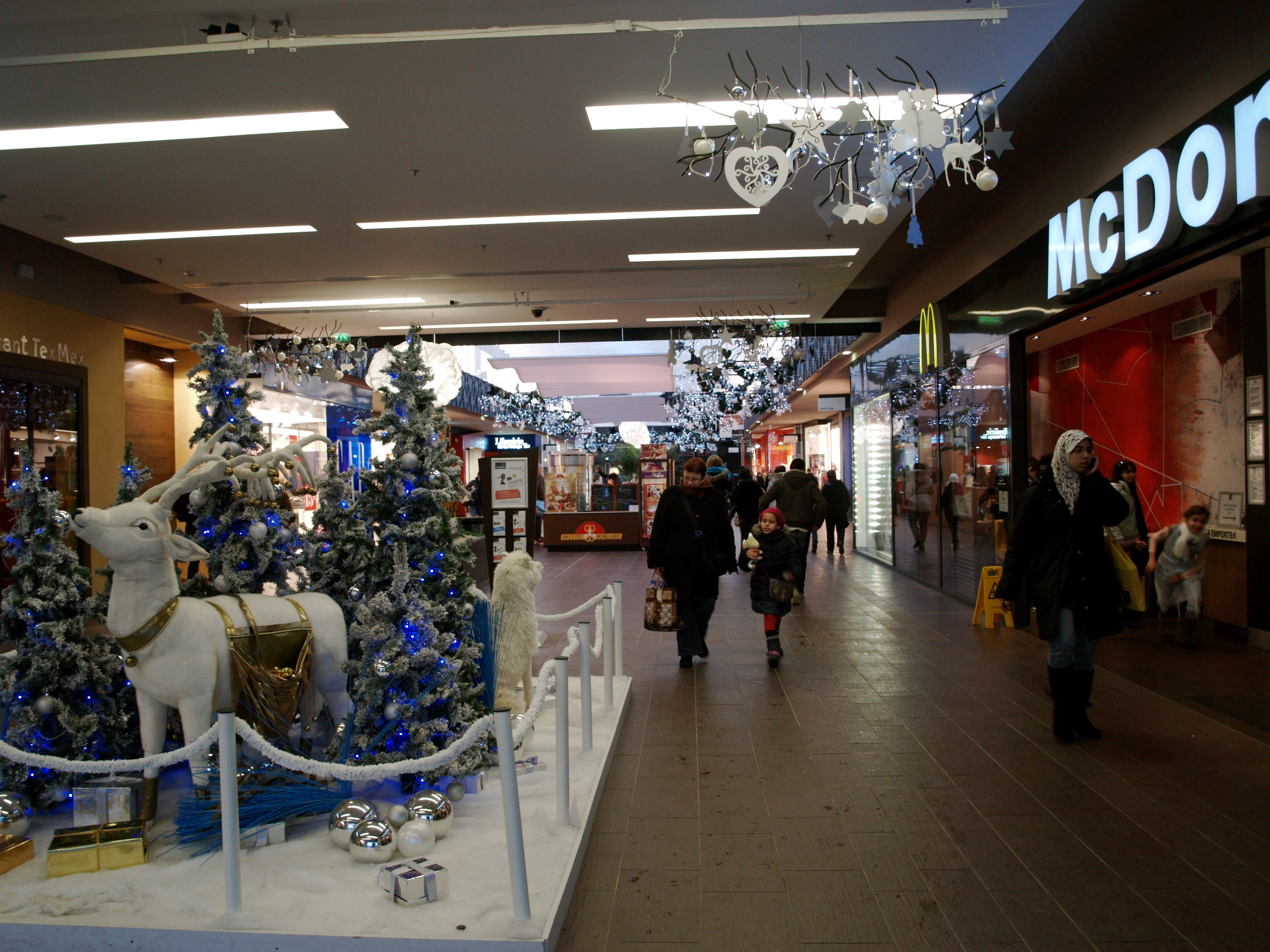
Interior del centre durant les festes nadalenques.

Regularment s'hi organitzen demostracions de productes i activitats d'animació.
A més de les botigues, Rivetoile ofereix diversos serveis: Wi‑Fi, espai de jocs per a infants, préstec de cotxets, etc.

### Ensenyes
A l'obertura disposava de cinc restaurants i 85 establiments comercials; el més gran era el supermercat E.Leclerc. Diverses marques gaudeixen d'exclusivitat al centre, i alguns restaurants ofereixen terrasses exteriors davant de l'aigua amb horari setmanal.
També hi té seu la Caisse d'Épargne Grand Est.

## Residència Rives de l'Étoile
A sobre del centre comercial hi ha un conjunt d'apartaments construït a la mateixa època.

## Accessos

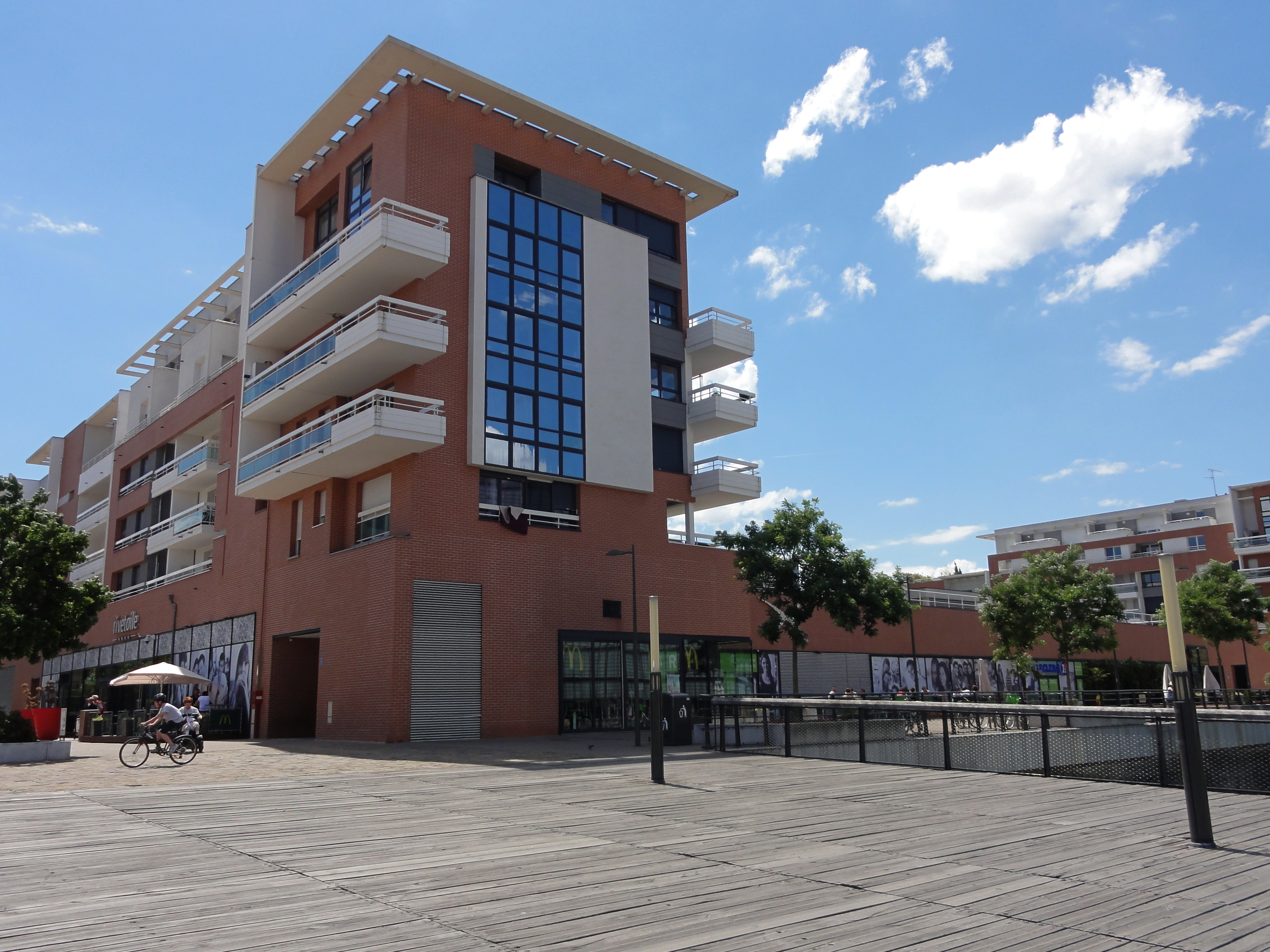
Entrada pel costat UGC Ciné Cité.

Rivetoile és accessible en automòbil per l'antiga RN 4 (route du Rhin), que voreja el conjunt. Disposa d'un aparcament subterrani de 1 150 places, amb accés obligatori des de la RN 4.
Està servit per les línies de tramvia A i D (estació Étoile Bourse) i per les línies C i E (estació Winston Churchill).
Les línies d'autobús C1 i C8 de la CTS arriben a l'aturada Étoile Bourse
L'autobús d'Alto Nível de Servei G connecta directament l'Estació Central amb Rivetoile (aturada Presqu'île André Malraux).